# Automobil-Weltmeisterschaft 1956
Die Automobil-Weltmeisterschaft 1956 war die 7. Saison der Automobil-Weltmeisterschaft, die heutzutage als Formel-1-Weltmeisterschaft bezeichnet wird. In ihrem Rahmen wurde über acht Rennen in der Zeit vom 22. Januar 1956 bis zum 2. September 1956 die Fahrerweltmeisterschaft ausgetragen. Juan Manuel Fangio gewann zum vierten Mal die Fahrer-Weltmeisterschaft.
Der FIA-Ehrentitel Großer Preis von Europa wurde 1956 an den Großen Preis von Italien vergeben.
Die Saison wurde nach dem Rückzug von Mercedes-Benz von den italienischen Teams Ferrari und Maserati dominiert. Ferrari startete mit modifizierten Lancias, die sie 1955 nach deren Rückzug übernommen hatten und hatte mit Juan Manuel Fangio auch den besten Fahrer der Epoche verpflichtet. Doch die Kombination Ferrari-Fangio war konfliktträchtig, zumal beim Team aus Maranello mit Peter Collins, Alfonso de Portago und Luigi Musso eine Reihe junger Talente heranwuchs. Am Ende konnte Fangio nur durch eine großzügige Geste seines Teamkollegen Collins beim Großen Preis von Italien den WM-Titel holen. Bei den britischen Teams Connaught und Vanwall reichte es nur zu gelegentlichen Punkterängen.

## Rennberichte

### Großer Preis von Argentinien
| Platz | Fahrer                | Team     | Zeit       |
| ----- | --------------------- | -------- | ---------- |
| 1     | J. M. Fangio/L. Musso | Ferrari  | 3:00:03,7  |
| 2     | Jean Behra            | Maserati | + 24,4     |
| 3     | Mike Hawthorn         | Maserati | + 2 Runden |
| 4     | C.Landi/G.Gerini      | Maserati | + 6 Runden |
| 5     | Olivier Gendebien     | Ferrari  | + 7 Runden |

Der Große Preis von Argentinien auf dem Autódromo Municipal Ciudad de Buenos Aires fand am 22. Januar 1956 statt und ging über eine Distanz von 98 Runden à 3,912 km, was einer Gesamtdistanz von 383,376 km entspricht.
In der ersten Hälfte des Rennens führte überraschend der Lokalmatador Carlos Menditéguy, bevor seine Antriebswelle brach. Dann übernahm Moss auf Maserati die Führung, wurde aber bald von Fehlzündungen geplagt und musste Fangio, der Mussos Wagen übernommen hatte, passieren lassen. Nach einem Dreher Fangios schoben Marshals diesen auf die Strecke zurück, eigentlich ein Grund für eine Disqualifikation. Aber in der Heimat des Weltmeisters wurde der Protest Maseratis abgeschmettert und Fangio zum Sieger erklärt. Das war das einzige Mal in der Geschichte der Formel 1, dass der Sieger des ersten Rennen nicht auch der WM-Führende war. Da Fangio sich seine Punkte mit Musso teilen musste, ging die WM-Führung an den zweitplatzierten Jean Behra.

### Großer Preis von Monaco
| Platz | Fahrer                   | Team     | Zeit       |
| ----- | ------------------------ | -------- | ---------- |
| 1     | Stirling Moss            | Maserati | 3:00:32,9  |
| 2     | P.Collins/J.M.Fangio     | Ferrari  | + 6,1      |
| 3     | Jean Behra               | Maserati | + 1 Runde  |
| 4     | J.M.Fangio/E.Castellotti | Ferrari  | + 6 Runden |
| 5     | Hernando da Silva Ramos  | Gordini  | + 7 Runden |

Der Große Preis von Monaco auf dem Circuit de Monaco fand am 13. Mai 1956 statt und ging über eine Distanz von 100 Runden à 3,145 km, was einer Gesamtdistanz von 314,500 km entspricht.
Moss feierte einen Start-Ziel-Sieg. Fangio fuhr wie wahnsinnig, um ihn einzuholen, zertrümmerte jedoch dabei seinen Wagen sowie die von Schell und Musso. In Peter Collins’ Wagen erreichte der Argentinier immerhin noch Rang zwei.

### Indianapolis 500
| Platz | Fahrer          | Team                 | Zeit       |
| ----- | --------------- | -------------------- | ---------- |
| 1     | Pat Flaherty    | Watson-Offenhauser   | 3:53:28,84 |
| 2     | Sam Hanks       | Kurtis-Offenhauser   | + 20,45    |
| 3     | Don Freeland    | Phillips-Offenhauser | + 1:30,23  |
| 4     | Johnnie Parsons | Kuzma-Offenhauser    | + 3:25,69  |
| 5     | Dick Rathmann   | Kurtis-Offenhauser   | + 4:21,81  |

Das Indianapolis 500 auf dem Indianapolis Motor Speedway fand am 30. Mai 1956 statt und ging über eine Distanz von 200 Runden à 4,025 km, was einer Gesamtdistanz von 805,000 km entspricht.
In Indianapolis gewann Pat Flaherty auf einem Watson und schaffte es, die jahrelange Dominanz der Kurtis-Wagen zu durchbrechen. Europäische Fahrer waren nicht am Start.

### Großer Preis von Belgien
| Platz | Fahrer           | Team     | Zeit       |
| ----- | ---------------- | -------- | ---------- |
| 1     | Peter Collins    | Ferrari  | 2:40:00,3  |
| 2     | Paul Frère       | Ferrari  | + 1:51,3   |
| 3     | C.Perdisa/S.Moss | Maserati | + 3:16,6   |
| 4     | Harry Schell     | Vanwall  | + 1 Runde  |
| 5     | Luigi Villoresi  | Maserati | + 2 Runden |

Der Große Preis von Belgien auf dem Circuit de Spa-Francorchamps fand am 3. Juni 1956 statt und ging über eine Distanz von 36 Runden à 14,120 km, was einer Gesamtdistanz von 508,320 km entspricht.
Im verregneten Belgien führte zunächst Moss, bevor er ein Rad verlor und Perdisas Wagen übernehmen musste. Lange Zeit lag Fangio an der Spitze, doch ein Getriebedefekt setzte ihn außer Gefecht. Mit dem jungen Briten Peter Collins und Gastfahrer Paul Frère gelang Ferrari doch noch ein Doppelsieg. Collins war zu diesem Zeitpunkt mit 24 Jahren sowohl der jüngste Grand-Prix-Sieger (zumindest wenn man Indy 500-Sieger nicht berücksichtigt, denn dann war zu diesem Zeitpunkt der jüngste Sieger Troy Ruttman) als auch der jüngste WM-Führende, nachdem er die Führung vor Moss und Jean Behra übernommen hatte. Beide Rekorde verlor er allerdings schon 1959 bzw. 1960 an Bruce McLaren. Überraschung des Rennens war Vanwall, ein neues britisches Team, das mit großem Topspeed Furore machte und mit dem vierten Platz Harry Schells die ersten Punkte erreichte.

### Großer Preis von Frankreich
| Platz | Fahrer              | Team     | Zeit       |
| ----- | ------------------- | -------- | ---------- |
| 1     | Peter Collins       | Ferrari  | 2:34:23,4  |
| 2     | Eugenio Castellotti | Ferrari  | + 0,3      |
| 3     | Jean Behra          | Maserati | + 1:29,9   |
| 4     | Juan Manuel Fangio  | Ferrari  | + 1:35,1   |
| 5     | C.Perdisa/S.Moss    | Maserati | + 2 Runden |

Der Große Preis von Frankreich auf dem Circuit de Reims-Gueux fand am 1. Juli 1956 statt und ging über eine Distanz von 61 Runden à 8,302 km, was einer Gesamtdistanz von 506,422 km entspricht.
Bugatti, die große Marke der 1920er- und 1930er-Jahre versuchte ein Comeback. Maurice Trintignant schied nach einem bescheidenen drittletzten Startplatz schon nach 18 Runden aus und das Traditionsteam begrub seine Motorsportambitionen. Im Rennen dominierten die Ferrari-Jungstars Collins und Castellotti, Fangio erreichte nur Platz vier und begann ein großes Misstrauen gegen Teamchef Enzo Ferrari zu hegen.

### Großer Preis von Großbritannien
| Platz | Fahrer                 | Team           | Zeit       |
| ----- | ---------------------- | -------------- | ---------- |
| 1     | Juan Manuel Fangio     | Ferrari        | 2:59:47,0  |
| 2     | A.de Portago/P.Collins | Ferrari        | + 1 Runde  |
| 3     | Jean Behra             | Maserati       | + 2 Runden |
| 4     | Jack Fairman           | Connaught-Alta | + 3 Runden |
| 5     | Horace Gould           | Maserati       | + 4 Runden |

Der Große Preis von Großbritannien auf dem Silverstone Circuit fand am 14. Juli 1956 statt und ging über eine Distanz von 101 Runden à 4,711 km, was einer Gesamtdistanz von 475,761 km entspricht.
Die britische Marke B.R.M. liefert ein starkes Comeback: Die Fahrer Mike Hawthorn und Tony Brooks liegen in der Anfangsphase des Rennens in Führung, scheiden jedoch beide aus. Moss im Maserati erbt die Führung, doch auch er bringt seinen Wagen nicht ins Ziel, sodass Fangio am Ende ganz oben auf dem Podest steht.

### Großer Preis von Deutschland
| Platz | Fahrer             | Team     | Zeit       |
| ----- | ------------------ | -------- | ---------- |
| 1     | Juan Manuel Fangio | Ferrari  | 3:38:43,7  |
| 2     | Stirling Moss      | Maserati | + 46,4     |
| 3     | Jean Behra         | Maserati | + 7:38,3   |
| 4     | Paco Godia         | Maserati | + 2 Runden |
| 5     | Louis Rosier       | Maserati | + 3 Runden |

Der Große Preis von Deutschland auf dem Nürburgring fand am 5. August 1956 statt und ging über eine Distanz von 22 Runden à 22,810 km, was einer Gesamtdistanz von 501,820 km entspricht.
Da die zuletzt so starken britischen Teams nicht am Start waren und Moss durch Getriebeprobleme gehandicapt war, feierte Fangio einen ungefährdeten, überlegenen Sieg.

### Großer Preis von Italien
| Platz | Fahrer                  | Team           | Zeit       |
| ----- | ----------------------- | -------------- | ---------- |
| 1     | Stirling Moss           | Maserati       | 2:23:41,3  |
| 2     | P. Collins/J. M. Fangio | Ferrari        | + 5,7      |
| 3     | Ron Flockhart           | Connaught-Alta | + 1 Runde  |
| 4     | Paco Godia              | Maserati       | + 1 Runde  |
| 5     | Jack Fairman            | Connaught-Alta | + 3 Runden |

Der Große Preis von Italien fand am 2. September 1956 auf dem Autodromo Nazionale Monza statt und ging über eine Distanz von 50 Runden à 10,000 km, was einer Gesamtdistanz von 500,000 km entspricht. Der Grand Prix trug auch den FIA-Ehrentitel Großer Preis von Europa.
In der WM ergab sich vor dem Rennen folgendes Bild: Fangio liegt acht Punkte vor Collins, wenn der Argentinier punktelos bleibt und der Brite gewinnt, ist dieser Weltmeister. Tatsächlich schied Fangio aufgrund eines Lenkungsdefektes aus und Collins lag an vielversprechender dritter Stelle, als er zu einem Reifenwechsel an die Box kam. In einer großzügigen Geste überließ der Brite seinem Titelrivalen seinen Wagen und Fangio genügt ein zweiter Platz zum Titelgewinn. Collins meinte später, er sei noch so jung und habe noch genug Zeit, ein tragischer Irrtum, wie sich später herausstellte. Den Sieg holte sich Stirling Moss, ebenfalls dank der Hilfe eines  Teamkollegen: als sein Maserati ohne Sprit liegenblieb, schob dieser ihn mit seinem Wagen an die Box, wo er nachtanken und weiterfahren konnte.

## Fahrerwertung
- Die ersten fünf jedes Rennens bekamen 8, 6, 4, 3 bzw. 2 Punkte, einen weiteren Punkt gab es für die schnellste Rennrunde.
- Es gingen nur die fünf besten Resultate in die Wertung ein.
- Es war erlaubt, die Fahrer zu wechseln. Wurde dies gemacht, bekam jeder Fahrer die Hälfte der Punktzahl des mit dem Fahrzeug erreichten Platzes, unabhängig davon, wie groß sein Anteil an der Gesamtdistanz war. Die Kennzeichnung lautet FW.

| Rang | Fahrer                  |           |           |       |           |            |            |             |             | Punkte  |
| ---- | ----------------------- | --------- | --------- | ----- | --------- | ---------- | ---------- | ----------- | ----------- | ------- |
| 01   | Juan Manuel Fangio      | 1FW / DNF | 2FW / 4FW |       | DNF       | 4          | 1          | 1           | 2FW / 8FW   | 30 (33) |
| 02   | Stirling Moss           | DNF       | 1         |       | 3FW / DNF | 5FW / DNF  | DNF        | 2           | 1           | 27 (28) |
| 03   | Peter Collins           | DNF       | 2FW       |       | 1         | 1          | 2FW / DNF  | DNFFW / DNF | 2FW         | 25      |
| 04   | Jean Behra              | 2         | 3         |       | 7         | 3          | 3          | 3           | DNFFW / DNF | 22      |
| 05   | Pat Flaherty            |           |           | 1     |           |            |            |             |             | 8       |
| 06   | Eugenio Castellotti     | DNF       | 4FW / DNF |       | DNF       | 2          | 10FW       | DNFFW / DNF | 8FW / DNF   | 7,5     |
| 07   | Sam Hanks               |           |           | 2     |           |            |            |             |             | 6       |
| 07   | Paul Frère              |           |           |       | 2         |            |            |             |             | 6       |
| 09   | Paco Godia              |           |           |       | DNF       | 7          | 8          | 4           | 4           | 6       |
| 10   | Jack Fairman            |           |           |       |           |            | 4          |             | 5           | 5       |
| 11   | Luigi Musso             | 1FW       | DNF       |       |           |            |            | DNFFW       | DNF         | 4       |
| 12   | Mike Hawthorn           | 3         |           |       |           | 10FW       | DNF        |             |             | 4       |
| 13   | Ron Flockhart           |           |           |       |           |            | DNF        |             | 3           | 4       |
| 13   | Don Freeland            |           |           | 3     |           |            |            |             |             | 4       |
| 15   | Alfonso de Portago      |           |           |       |           | DNF        | 2FW / 10FW | DNFFW       | DNF         | 3       |
| 16   | Cesare Perdisa          |           | 7         |       | 3FW       | 5FW        | 7          | DNF         |             | 3       |
| 17   | Harry Schell            |           | DNF       |       | 4         | 10FW / Ret | DNF        | DNF         | DNF         | 3       |
| 18   | Johnnie Parsons         |           |           | 4     |           |            |            |             |             | 3       |
| 19   | Louis Rosier            |           | DNF       |       | 8         | 6          | DNF        | 5           |             | 2       |
| 20   | Luigi Villoresi         |           |           |       | 5         | DNF        | 6          | DNF         | DNFFW       | 2       |
| 21   | Hernando da Silva Ramos |           | 5         |       |           | 8          | DNF        |             | DNF         | 2       |
| 21   | Horace Gould            |           | 8         |       | DNF       |            | 5          | DNF         |             | 2       |
| 23   | Olivier Gendebien       | 5         |           |       |           | DNF        |            |             |             | 2       |
| 24   | Dick Rathmann           |           |           | 5     |           |            |            |             |             | 2       |
| 25   | Gerino Gerini           | 4FW       |           |       |           |            |            |             | 10          | 1,5     |
| 26   | Chico Landi             | 4FW       |           |       |           |            |            |             |             | 1,5     |
| 27   | Paul Russo              |           |           | DNF   |           |            |            |             |             | 1       |
| 28   | André Pilette           |           | 6FW       |       | 6         | 11         |            | DNF         |             | 0       |
| 29   | Luigi Piotti            | DNF       |           |       |           |            |            |             | 6           | 0       |
| 30   | Élie Bayol              |           | 6FW       |       |           |            |            |             |             | 0       |
| 30   | Óscar González          | 6FW       |           |       |           |            |            |             |             | 0       |
| 30   | Bob Sweikert            |           |           | 6     |           |            |            |             |             | 0       |
| 30   | Alberto Uria            | 6FW       |           |       |           |            |            |             |             | 0       |
| 34   | Toulo de Graffenried    |           |           |       |           |            |            |             | 7           | 0       |
| 34   | Bob Veith               |           |           | 7     |           |            |            |             |             | 0       |
| 36   | Rodger Ward             |           |           | 8     |           |            |            |             |             | 0       |
| 37   | Robert Manzon           |           | DNF       |       |           | 9          | 9          | DNF         | DNF         | 0       |
| 38   | Jimmy Reece             |           |           | 9     |           |            |            |             |             | 0       |
|      | André Simon             |           |           |       |           | DNF        |            |             | 9           | 0       |
| 40   | Cliff Griffith          |           |           | 10    |           |            |            |             |             | 0       |
| 41   | Roy Salvadori           |           |           |       |           |            | DNF        | DNF         | 11          | 0       |
| 42   | Bob Gerard              |           |           |       |           |            | 11         |             |             | 0       |
| 42   | Gene Hartley            |           |           | 11    |           |            |            |             |             | 0       |
| 44   | Fred Agabashian         |           |           | 12    |           |            |            |             |             | 0       |
| 45   | Bob Christie            |           |           | 13    |           |            |            |             |             | 0       |
| 46   | Al Keller               |           |           | 14    |           |            |            |             |             | 0       |
| 47   | Eddie Johnson           |           |           | 15    |           |            |            |             |             | 0       |
| 48   | Billy Garrett           |           |           | 16    |           |            |            |             |             | 0       |
| 49   | Duke Dinsmore           |           |           | 17    |           |            |            |             |             | 0       |
| 50   | Pat O’Connor            |           |           | 18    |           |            |            |             |             | 0       |
| 51   | Jimmy Bryan             |           |           | 19    |           |            |            |             |             | 0       |
| —    | Ottorino Volonterio     |           |           |       |           |            |            | NC          |             | 0       |
| —    | Maurice Trintignant     |           | DNF       |       | DNF       | DNF        | DNF        |             | DNF         | 0       |
| —    | Umberto Maglioli        |           |           |       |           |            | DNF        | DNF         | DNFFW       | 0       |
| —    | Bruce Halford           |           |           |       |           |            | DNF        | DSQ         | DNF         | 0       |
| —    | José Froilán González   | DNF       |           |       |           |            | DNF        |             |             | 0       |
| —    | Piero Taruffi           |           |           |       |           | DNF        |            |             | DNF         | 0       |
| —    | Giorgio Scarlatti       |           | DNQ       |       |           |            |            | DNF         |             | 0       |
| —    | Keith Andrews           |           |           | DNF   |           |            |            |             |             | 0       |
| —    | Tony Bettenhausen       |           |           | DNF   |           |            |            |             |             | 0       |
| —    | Joakim Bonnier          |           |           |       |           |            |            |             | DNFFW       | 0       |
| —    | Johnny Boyd             |           |           | DNF   |           |            |            |             |             | 0       |
| —    | Jack Brabham            |           |           |       |           |            | DNF        |             |             | 0       |
| —    | Tony Brooks             |           |           |       |           |            | DNF        |             |             | 0       |
| —    | Ray Crawford            |           |           | DNF   |           |            |            |             |             | 0       |
| —    | Jimmy Daywalt           |           |           | DNF   |           |            |            |             |             | 0       |
| —    | Ed Elisian              |           |           | DNFFW |           |            |            |             |             | 0       |
| —    | Paul Emery              |           |           |       |           |            | DNF        |             |             | 0       |
| —    | Al Herman               |           |           | DNF   |           |            |            |             |             | 0       |
| —    | Les Leston              |           |           |       |           |            |            |             | DNF         | 0       |
| —    | Andy Linden             |           |           | DNF   |           |            |            |             |             | 0       |
| —    | Carlos Menditéguy       | DNF       |           |       |           |            |            |             |             | 0       |
| —    | André Milhoux           |           |           |       |           |            |            | DNF         |             | 0       |
| —    | Jim Rathmann            |           |           | DNF   |           |            |            |             |             | 0       |
| —    | Eddie Russo             |           |           | DNFFW |           |            |            |             |             | 0       |
| —    | Troy Ruttman            |           |           | DNF   |           |            |            |             |             | 0       |
| —    | Archie Scott-Brown      |           |           |       |           |            | DNF        |             |             | 0       |
| —    | Piero Scotti            |           |           |       | DNF       |            |            |             |             | 0       |
| —    | Johnny Thomson          |           |           | DNF   |           |            |            |             |             | 0       |
| —    | Desmond Titterington    |           |           |       |           |            | DNF        |             |             | 0       |
| —    | Johnnie Tolan           |           |           | DNF   |           |            |            |             |             | 0       |
| —    | Jack Turner             |           |           | DNF   |           |            |            |             |             | 0       |
| —    | Colin Chapman           |           |           |       |           | DNS        |            |             |             | 0       |

| Legende  | Legende            | Legende                                                          |
| Farbe    | Abkürzung          | Bedeutung                                                        |
| -------- | ------------------ | ---------------------------------------------------------------- |
| Gold     | –                  | Sieg                                                             |
| Silber   | –                  | 2. Platz                                                         |
| Bronze   | –                  | 3. Platz                                                         |
| Grün     | –                  | Platzierung in den Punkten                                       |
| Blau     | –                  | Klassifiziert außerhalb der Punkteränge                          |
| Violett  | DNF                | Rennen nicht beendet (did not finish)                            |
| Violett  | NC                 | nicht klassifiziert (not classified)                             |
| Rot      | DNQ                | nicht qualifiziert (did not qualify)                             |
| Rot      | DNPQ               | in Vorqualifikation gescheitert (did not pre-qualify)            |
| Schwarz  | DSQ                | disqualifiziert (disqualified)                                   |
| Weiß     | DNS                | nicht am Start (did not start)                                   |
| Weiß     | WD                 | zurückgezogen (withdrawn)                                        |
| Hellblau | PO                 | nur am Training teilgenommen (practiced only)                    |
| Hellblau | TD                 | Freitags-Testfahrer (test driver)                                |
| ohne     | DNP                | nicht am Training teilgenommen (did not practice)                |
| ohne     | INJ                | verletzt oder krank (injured)                                    |
| ohne     | EX                 | ausgeschlossen (excluded)                                        |
| ohne     | DNA                | nicht erschienen (did not arrive)                                |
| ohne     | C                  | Rennen abgesagt (cancelled)                                      |
| ohne     | keine WM-Teilnahme |                                                                  |
| sonstige | P/fett             | Pole-Position                                                    |
| sonstige | 1/2/3/4/5/6/7/8    | Punktplatzierung im Sprint-/Qualifikationsrennen                 |
| sonstige | SR/kursiv          | Schnellste Rennrunde                                             |
| sonstige | *                  | nicht im Ziel, aufgrund der zurückgelegten Distanz aber gewertet |
| sonstige | ()                 | Streichresultate                                                 |
| sonstige | unterstrichen      | Führender in der Gesamtwertung                                   |